# Лоуган (окръг, Северна Дакота)
Вижте пояснителната страница за други значения на Лоуган.
Окръг Лоуган (на английски: Logan County) е окръг в щата Северна Дакота, Съединени американски щати. Площта му е 2618 km², а населението - 1918 души (2017). Административен център е град Наполиън.